# Wise Ridge
Wise Ridge är en bergstopp i Antarktis. Den ligger i Östantarktis. Nya Zeeland gör anspråk på området. Toppen på Wise Ridge är 1 525 meter över havet.
Terrängen runt Wise Ridge är huvudsakligen lite bergig. Trakten är obefolkad. Det finns inga samhällen i närheten. 